# Will Harris (giocatore di football americano)
William Jamahl Harris (Suwanee, 19 dicembre 1995) è un giocatore di football americano statunitense che milita nel ruolo di safety per i Detroit Lions della National Football League (NFL).

## Carriera

### Detroit Lions
Harris fu scelto nel corso del terzo giro (81º assoluto) del Draft NFL 2019 dai Detroit Lions. Debuttò come professionista subentrando nella gara del primo turno pareggiata contro gli Arizona Cardinals, mettendo a segno un tackle. La sua stagione da rookie si concluse con 43 placcaggi, un sack e 3 passaggi deviati.

### New Orleans Saints
Il 1º maggio 2024 Harris firmò un contratto di un anno con i New Orleans Saints.